# Абу Акле, Лина
Лина Абу Акле (араб. لينا أبو عاقلة‎) — палестинская правозащитница. Будучи племянницей Ширин Абу Акле, журналистки, застреленной израильскими войсками в 2022 году, Лина Абу Аклех боролась за справедливость для своей тёти и за решение проблем, затрагивающих палестинцев в целом. В числе прочего она обращалась к правительству Соединённых Штатов с просьбой начать собственное расследование смерти её тёти, а также встречалась с государственным секретарем Энтони Блинкеном. В октябре 2022 года она встретилась с Папой Франциском на поминальной мессе по своей тёте.
Абу Акле названа одной из 100 женщин по версии Би-би-си в 2022 году, также она была включена в список Time 100 Next List за 2022 год. Её включение в список TIME100 произошло в результате её «публичного требования тщательного изучения обращения Израиля с палестинцами».

## Ранний период жизни
Абу Акле родилась в семье палестинца и армянки. Она выросла в Иерусалиме. У неё степень бакалавра политических наук Американского университета в Бейруте и степень магистра по международным исследованиям Университета Сан-Франциско.